# Aluva
Aluva (Malayalam: ആലുവ, anciennement Alwaye) est une ville dans le District d'Ernakulam du Kerala, en Inde. Située sur la rivière Periyar, Aluva est le secteur industriel épicentre de l'État. Une plaque tournante du transport, avec un accès facile à toutes les principales formes de transport, Aluva agit comme couloir qui relie les districts des hautes terres vers le reste de l'État. La proximité du dépôt naval d'armement - l'un des six dans le pays - situé dans la périphérie de la ville fait d'Aluva une ville d'importance stratégique. Aluva, le foyer de la résidence d'été de la famille royale
Travancore - le Palais Alwaye - est également célèbre pour le festival Shivaratri célébré chaque année dans les bancs de sable de Periyar. L'ashram Advaita dans Aluva fondé en 1913 par Sree Narayana Guru, un des plus grands réformateurs sociaux de l'Inde, ajoute à l'importance culturelle de la ville. Aujourd'hui, tout en faisant partie de l'agglomération urbaine Kochi, Aluva est une municipalité autonome, son administration municipale menée par le conseil municipal Aluva. La ville est aussi le centre administratif de la taluk Aluva.